# Општина Амзача (Констанца)
Амзача (рум. Amzacea) општина је у Румунији у округу Констанца.
Oпштина се налази на надморској висини од 99 m.